# Nepeta cataria
La gattàia, gattària, erba gatta o erba gattaria (nome scientifico Nepeta cataria L., 1753) è una piccola pianta perenne erbacea aromatica dai delicati fiori labiati appartenente alla famiglia delle Lamiaceae.

## Etimologia
Il nome generico (Nepeta) si trova per la prima volta negli scritti di Gaio Plinio Secondo, scrittore e naturalista romano, e deriva da un antico nome latino per una pianta aromatica originaria di Nepi (Etruria). L'epiteto specifico (cataria) deriva dal tardo latino "cattus" o "cathus" (= dei gatti, relativa ai gatti).
Il nome scientifico della specie è stato definito da Linneo (1707 – 1778) nella pubblicazione "Species Plantarum - 2: 570. 1753" del 1753.

## Descrizione

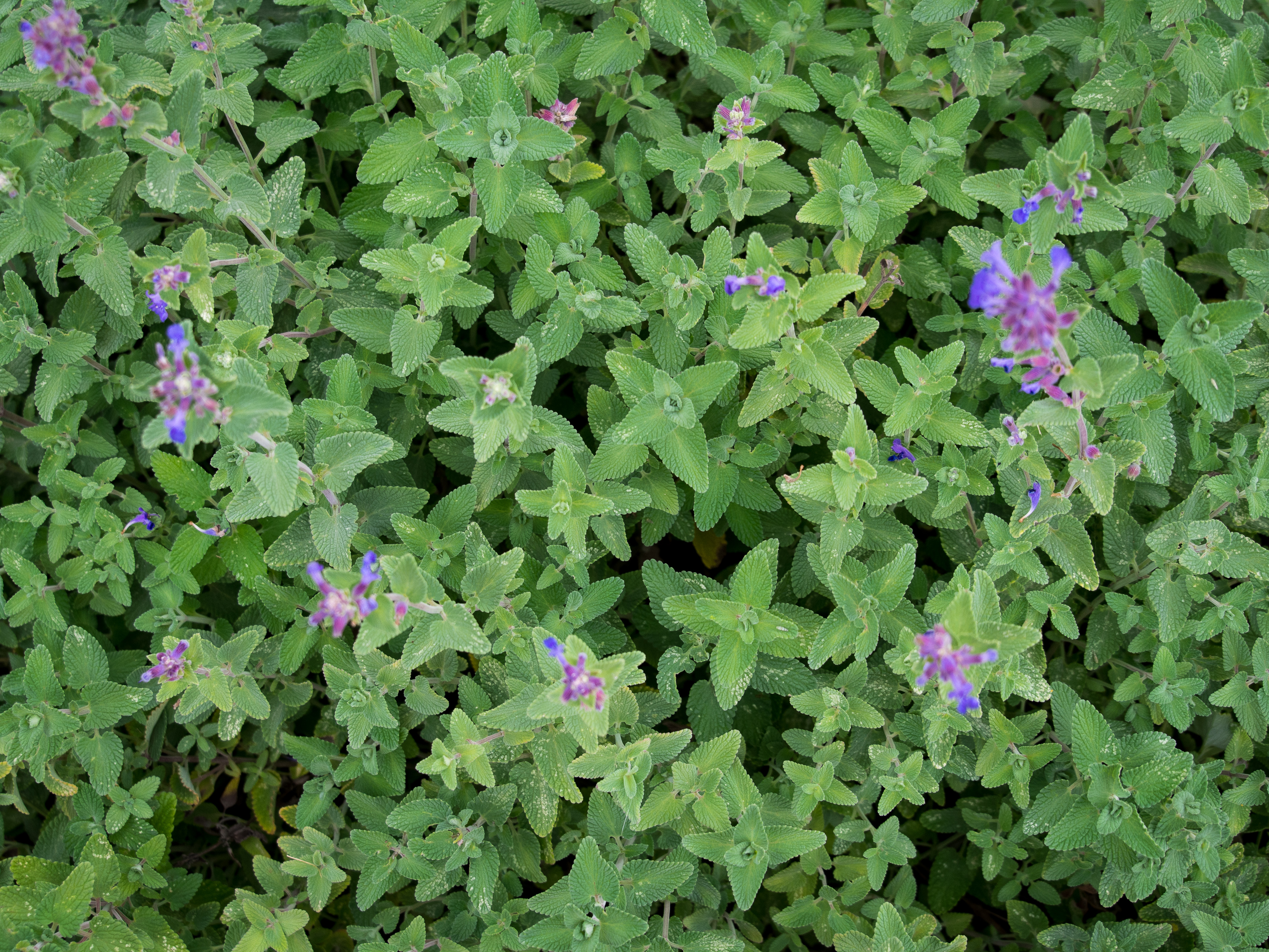
Il portamento

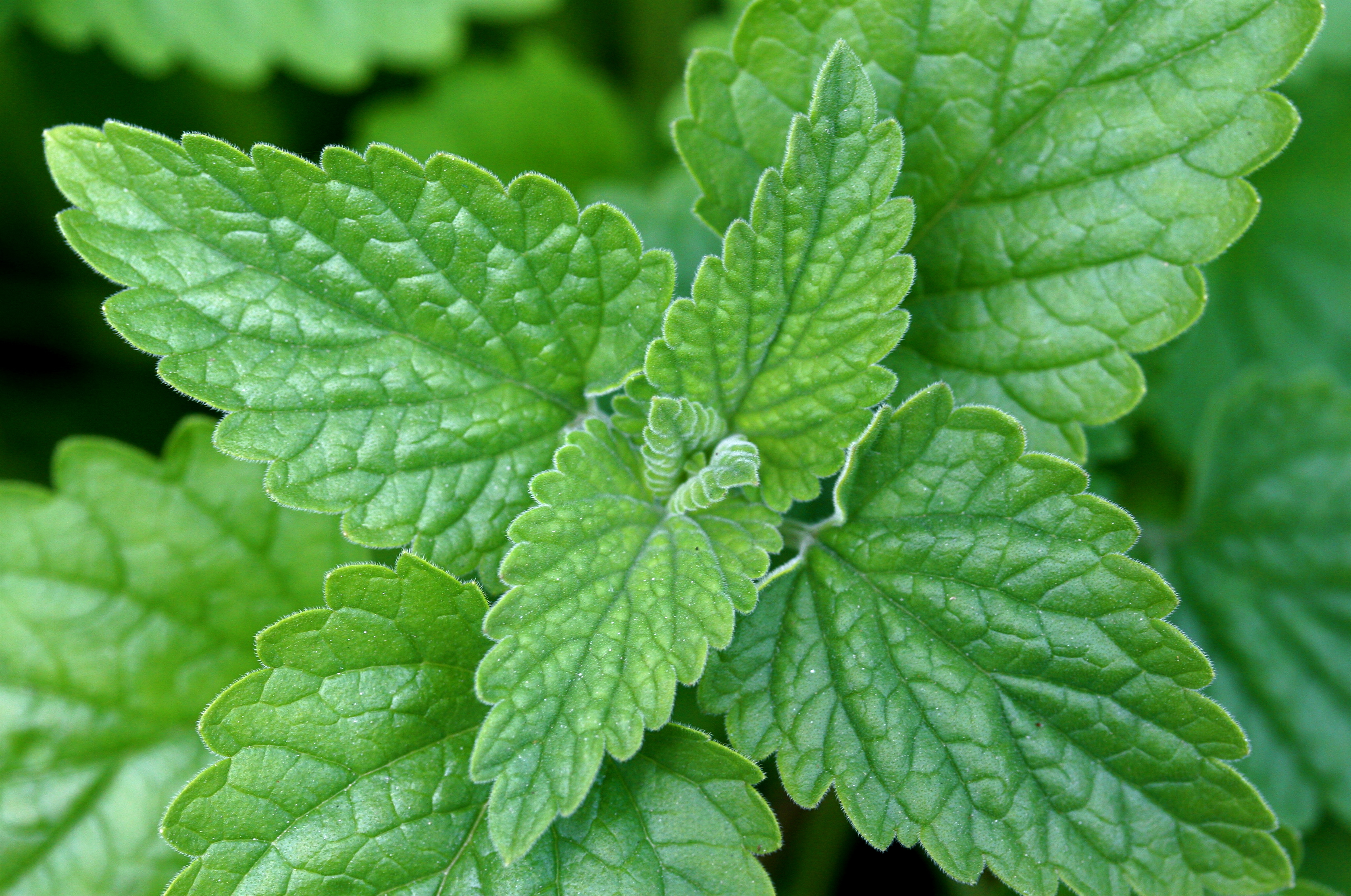
Le foglie

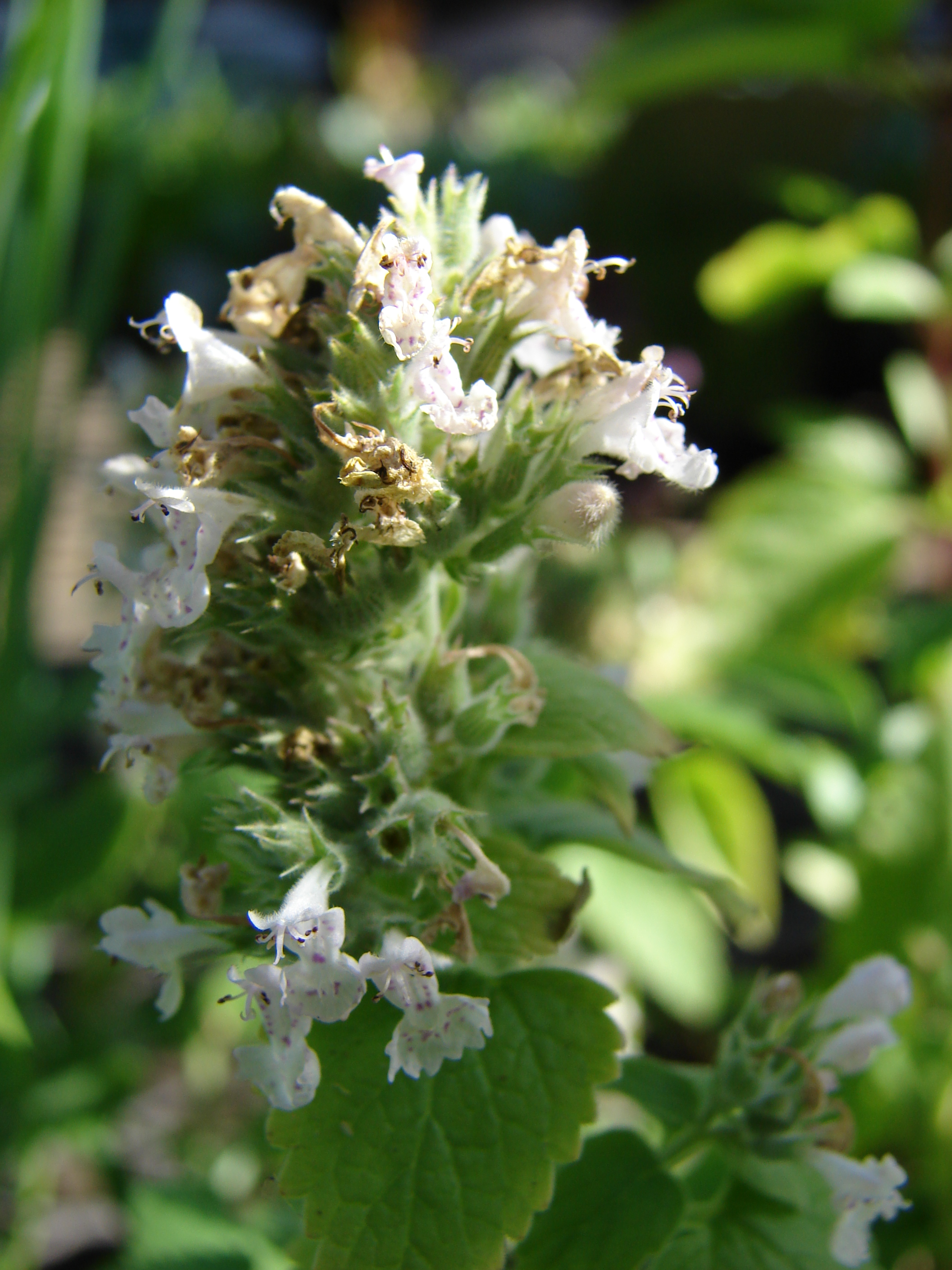
Infiorescenza

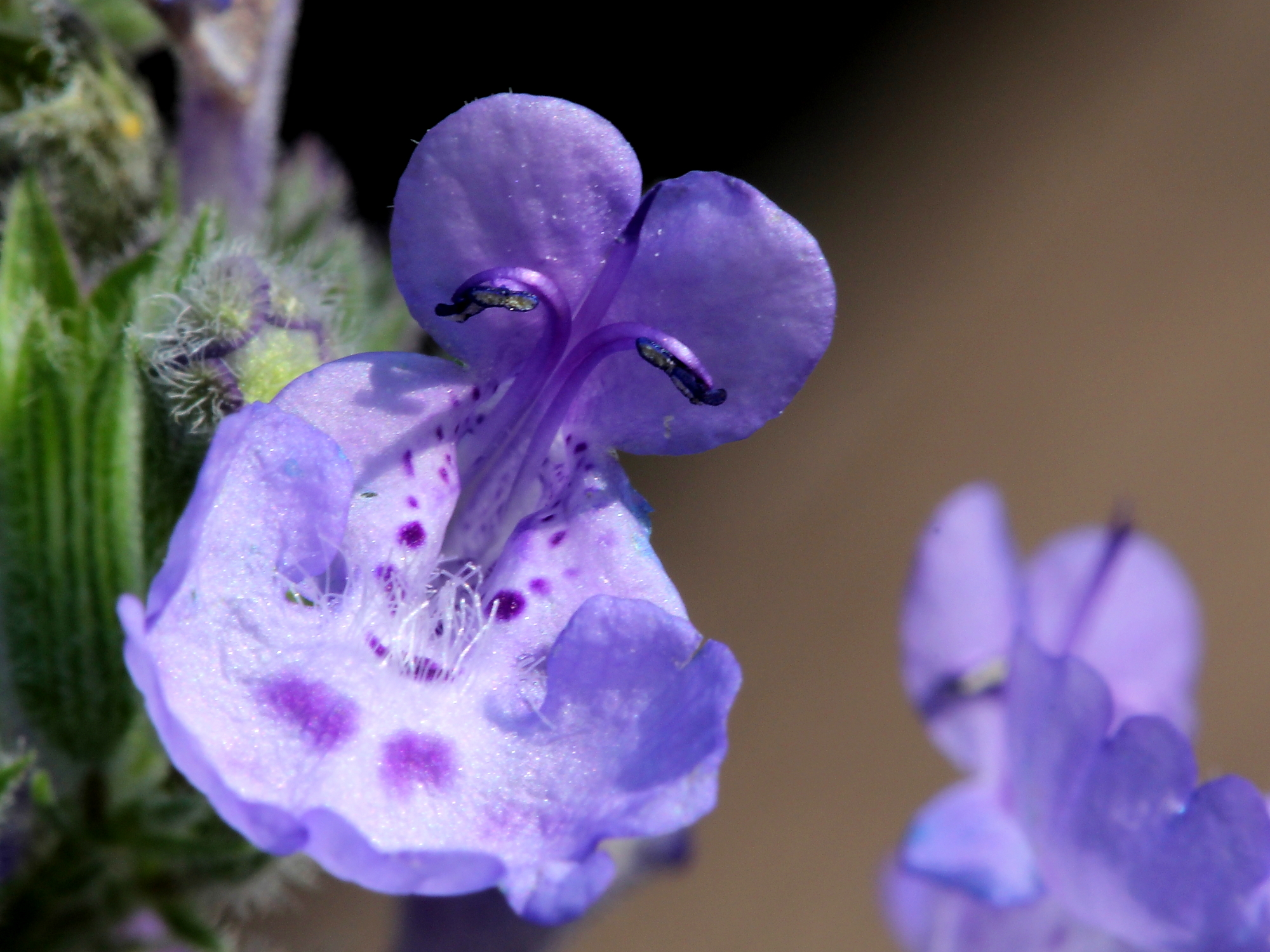
I fiori

L'altezza di queste piante varia da 5 a 15 cm. La forma biologica è emicriptofita scaposa (H scap), ossia in generale sono piante erbacee, a ciclo biologico perenne, con gemme svernanti al livello del suolo e protette dalla lettiera o dalla neve e sono dotate di un asse fiorale eretto e spesso privo di foglie. Tutte le parti di queste piante hanno un gradevole odore di menta (il profumo attira i gatti) ma non è vischiosa.

### Radici
Le radici sono secondarie da rizoma.

### Fusto
La parte aerea del fusto è eretta, ramosa con indumento vellutato; spesso è arrossata alla base. I fusti sono a sezione quadrangolare (a causa della presenza di fasci di collenchima posti nei quattro vertici). A volte il fusto è sublegnoso.

### Foglie
La disposizione delle foglie lungo il fusto è opposta a 2 a 2 e ogni coppia è disposta a 90° rispetto a quella sottostante. Sono picciolate con lamina a forma da ovata a triangolare e cuoriforme alla base. La pagina superiore è subglabra colorata di giallo-verde, quella inferiore è grigio-pubescente (quasi biancastra soprattutto sulle vene). I margini sono grossolanamente dentati. Le foglie superiori sono progressivamente ridotte. Lunghezza del picciolo: 1 – 3 cm. Dimensione della foglia: larghezza 1,5 – 3 cm; lunghezza 2 – 6 cm. 

### Infiorescenza
L'infiorescenza è ramosa ed è formata da verticillastri più o meno distanziati all'ascella di brattee differenti dalle foglie cauline. Ogni singolo fiore è sotteso da alcune bratteole a forma lanceolato-acuminata. Dimensione delle bratteole: larghezza 0,6 mm; lunghezza 2,5 mm.

### Fiore
I fiori sono ermafroditi, zigomorfi, tetraciclici (con i quattro verticilli fondamentali delle Angiosperme: calice– corolla – androceo – gineceo) e pentameri (ogni verticillo ha 5 elementi). Lunghezza dei fiori: 7 – 10 mm.
- Formula fiorale. Per la famiglia di queste piante viene indicata la seguente formula fiorale:

X, K (5), [C (2+3), A 2+2] G (2), supero, 4 nucule
- Calice: il calice è tubuloso (gamosepalo - i sepali sono concresciuti) e abbastanza diritto con diverse nervature (una quindicina) e termina con le fauci oblique formate da cinque denti acuti (quelli superiori sono più lunghi di quelli inferiori - calice debolmente zigomorfo). È ricoperto da corti peli (indumento bianco-pubescente). Alla fruttificazione assume una forma urceolata. Lunghezza del tubo: 4 mm. Lunghezza dei denti: 1,5 – 2 mm.
- Corolla: la corolla è bilabiata (gamopetala con struttura 2/3 - corolla zigomorfa): il labbro superiore è formato da due lobi lievemente ripiegati all'insù; il labbro inferiore è formato da tre lobi (quello centrale è più grande di tutti ed è concavo). Il labbro inferiore è inoltre ricoperto di macchie più scure (viola), mentre l'interno delle fauci è più chiaro sempre macchiato. Il tubo corollino esternamente è pubescente, mentre all'interno è privo dell'anello di peli caratteristico delle labiate (dei peli sono presenti solo alla base del labbro inferiore). Il colore è bianco-rosato, con punte rosse[19] o macchie color lavanda[4]. Dimensioni del tubo: lunghezza 7,5 mm; diametro 0,3 mm.

- Androceo: gli stami sono quattro (un quinto stame è atrofizzato) e tutti fertili e con filamenti paralleli (non convergenti); sono inoltre inclusi. Gli stami sono didinami: i due posteriori sono più lunghi di quelli anteriori. Le antere sporgono appena dalla corolla; in particolare hanno l'unicità d'essere riunite e incrociate a 90° a due a due. I granuli pollinici sono del tipo tricolpato o esacolpato.
- Gineceo: l'ovario è supero (o anche semi-infero) formato da due carpelli saldati (ovario bicarpellare) ed è 4-loculare per la presenza di falsi setti divisori all'interno dei due carpelli. La placentazione è assile. Gli ovuli sono 4 (uno per ogni presunto loculo), hanno un tegumento e sono tenuinucellati (con la nocella, stadio primordiale dell'ovulo, ridotta a poche cellule).[20]. Lo stilo inserito alla base dell'ovario (stilo ginobasico) è del tipo filiforme e più o meno lungo come gli stami. Lo stigma è bifido con lobi subuguali. Il nettario è un disco (a 4 lobi) alla base e intorno all'ovario più sviluppato anteriormente e ricco di nettare.
- Fioritura: da giugno ad agosto (settembre).

### Frutti
Il frutto è un tetrachenio (composto da quattro nucule) racchiuso nel calice persistente. La forma è ovoidale trigona (dimensioni 1,7 x 1 mm). I semi sono sprovvisti di endosperma.

## Riproduzione
- Impollinazione: l'impollinazione avviene tramite insetti tipo ditteri e imenotteri, raramente lepidotteri (impollinazione entomogama).[13][21] I fiori sono apprezzati dalle api.[4]
- Riproduzione: la fecondazione avviene fondamentalmente tramite l'impollinazione dei fiori (vedi sopra).
- Dispersione: i semi cadendo a terra (dopo essere stati trasportati per alcuni metri dal vento – disseminazione anemocora) sono successivamente dispersi soprattutto da insetti tipo formiche (disseminazione mirmecoria).

## Distribuzione e habitat

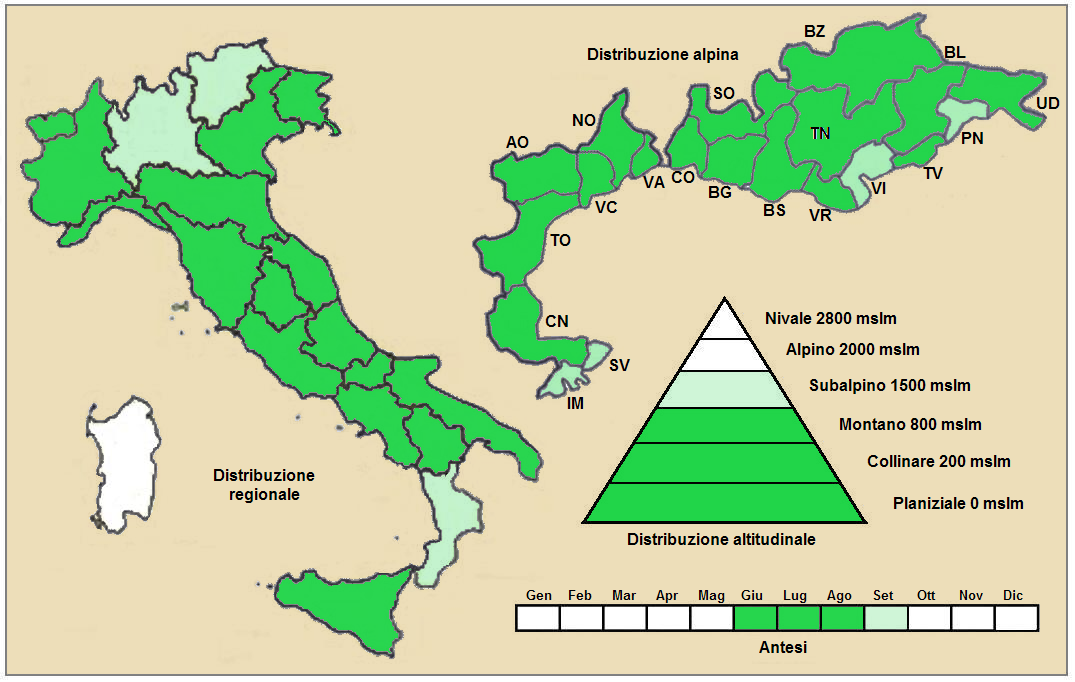
Distribuzione della pianta
(Distribuzione regionale – Distribuzione alpina)

- Geoelemento: il tipo corologico (area di origine) è Est Mediterraneo - Turanico o anche Ovest Asiatico.
- Distribuzione: in Italia è una specie quasi rara ma si trova su tutto il territorio (esclusa la Sardegna). Nelle Alpi è presente sia sul versante Sud che quello a Nord. Sugli altri rilievi europei collegati alle Alpi si trova nella Foresta Nera, Vosgi, Massiccio del Giura, Massiccio Centrale, Pirenei, Monti Balcani e Carpazi.[23] Nel resto dell'areale europeo si trova principalmente nel Mediterraneo orientale (Transcaucasia, Anatolia e Siria).[24] Fuori dall'Europa si trova in Asia (Cina e Giappone), Africa e Nord America.[18]
- Habitat: l'habitat tipico per questa pianta sono le macerie e i vecchi muri. In Europa è presente allo stato spontaneo come relitto di antiche colture; cresce negli incolti e tra ruderi, lungo siepi e strade.[19] Il substrato preferito è calcareo ma anche siliceo con pH neutro, alti valori nutrizionali del terreno che deve essere secco.[23]
- Distribuzione altitudinale: sui rilievi queste piante si possono trovare fino a 1200 m s.l.m.; frequentano quindi i seguenti piani vegetazionali: collinare, montano e in parte quello subalpino (oltre a quello planiziale – a livello del mare). Fino a 2500 m s.l.m. in Cina.[18]

### Fitosociologia

#### Areale alpino
Dal punto di vista fitosociologico alpino Nepeta cataria appartiene alla seguente comunità vegetale:
- Formazione: delle comunità perenni nitrofile

- Classe: Artemisietea vulgaris

- Ordine: Onopordetalia acanthii

- Alleanza: Onopordion acanthii

#### Areale italiano
Per l'areale completo italiano Nepeta cataria appartiene alla seguente comunità vegetale:
- Macrotipologia: vegetazione erbacea sinantropica, ruderale e megaforbieti.

- Classe: Artemisietea vulgaris

- Ordine: Onopordetalia acanthii

- Alleanza: Onopordion acanthii

Descrizione: l'alleanza Onopordion acanthii è relativa alle comunità antropiche (pioniere ruderali e nitrofile) formata dai grandi cardi (generi Onopordum, Carduus, Cirsium e altri) a ciclo biologico annuale, biennale o perenne con portamento a rosetta a fioritura tardo-invernale o estiva e con un microclima temperato (variabile da subcontinentale a submediterraneo). Il terreno sul quale si sviluppa questa comunità deve essere rimosso e non umido. La distribuzione di questa alleanza è soprattutto nell’Europa continentale (Ucraina, Ungheria e Monti Balcani) con diffusione in tutto il resto dell’Europa. In Italia l’alleanza è localizzata sulle Alpi e nelle porzioni subcontinentali degli Appennini.
Specie presenti nell'associazione: Ballota nigra, Artemisia vulgaris, Achillea millefolium, Artemisia absinthium, Carduus acanthoides, Carduus nutans, Elytrigia repens e Onopordum acanthium.
Altre alleanze per questa specie sono:
- Arction lappae.

## Tassonomia
La famiglia di appartenenza della specie (Lamiaceae), molto numerosa con circa 250 generi e quasi 7000 specie, ha il principale centro di differenziazione nel bacino del Mediterraneo e sono piante per lo più xerofile (in Brasile sono presenti anche specie arboree). Per la presenza di sostanze aromatiche, molte specie di questa famiglia sono usate in cucina come condimento, in profumeria, liquoreria e farmacia. La famiglia è suddivisa in 7 sottofamiglie: il genere Nepeta è descritto nella tribù Mentheae (sottotribù Nepetinae) appartenente alla sottofamiglia Nepetoideae. Nelle classificazioni più vecchie la famiglia Lamiaceae viene chiamata Labiatae.
Il numero cromosomico di N.cataria è: 2n = (18), 34 e 36.

### Sinonimi
Questa entità ha avuto nel tempo diverse nomenclature. L'elenco seguente indica alcuni tra i sinonimi più frequenti:
- Calamintha albiflora Vaniot
- Cataria tomentosa Gilib.
- Cataria vulgaris Gaterau
- Glechoma cataria (L.) Kuntze
- Glechoma macrura (Ledeb. ex Spreng.) Kuntze
- Nepeta americana Vitman
- Nepeta bodinieri Vaniot
- Nepeta cataria var. citriodora (Dumort.) Lej.
- Nepeta ceretana Sennen
- Nepeta citriodora Dumort.
- Nepeta laurentii Sennen
- Nepeta macrura Ledeb. ex Spreng.
- Nepeta minor Mill.
- Nepeta mollis Salisb.
- Nepeta ruderalis Boiss.
- Nepeta tomentosa Vitman
- Nepeta vulgaris Lam.

## Usi

### Farmacia
Secondo la medicina popolare è utilizzata come antispasmodica, stimolante e contro le contratture; nell'insonnia, stress, crampi mestruali e intestinali; gli effetti comunque sono blandi; da alcuni è fumata come euforizzante (non contiene alcaloidi che diano dipendenza).

### Altri usi
Coltivata come ornamentale, contiene un olio repellente per gli insetti e mentolo.

## Altre notizie
La pianta (nelle foglie, nei fusti e nelle radici) contiene nepetalattone, un terpene che è un analogo dei feromoni del gatto, e quindi svolge un'attività neuroattiva nei suoi confronti. All'incirca i due terzi dei gatti sono suscettibili agli effetti dell'erba gatta (la sensibilità è ereditata geneticamente). La sensibilità è più accentuata negli individui giovani. Anche grossi felidi, come le tigri o i leopardi hanno analoga sensibilità nei confronti dell'erba, mentre sembra che i leoni mostrino indifferenza.
I gatti percepiscono l'odore tramite gli organi vomeronasali del Jacobson. Se un gatto annusa le foglie strofinate o il fusto dell'erba gatta, vi si struscerà contro, vi si rotolerà, la masticherà, leccherà e vi farà le fusa. Questa reazione dura alcuni minuti, successivamente ai quali il gatto si placherà e perderà interesse, ma dopo un minimo di due ore esso sarà nuovamente attirato e avrà i medesimi effetti. Non sono stati rilevati altri particolari effetti collaterali, comunque alcuni gatti diventano molto eccitati, e quindi l'eccessivo potere di distrazione potrebbe essere considerato turbativo del loro equilibrio comportamentale.
Altre piante che hanno questo stesso effetto nei gatti sono la valeriana e le piante che contengono actinidine (come Actinidia chinensis), e diidroactinidiolidi.
L'erba gatta in altre lingue è chiamata nei seguenti modi:
- (DE)  Echte Katzenminze
- (FR)  Népéta chataire oppure Herbe aux chats
- (EN)  Catnip

### Specie simili
Nelle vecchie trattazioni botaniche alcune specie di Glechoma erano descritte all'interno del genere Nepeta L.. In effetti le differenze tra le specie dei due generi (Glechoma e Nepeta) sono minime: il lobo mediano del labbro inferiore della corolla delle “Nepeta” è concavo (in Glechoma è piano), inoltre le foglie (sempre delle Nepeta) poste all'ascella dei fiori sono trasformate in brattee e quindi differenti dalle foglie cauline.

## Galleria d'immagini

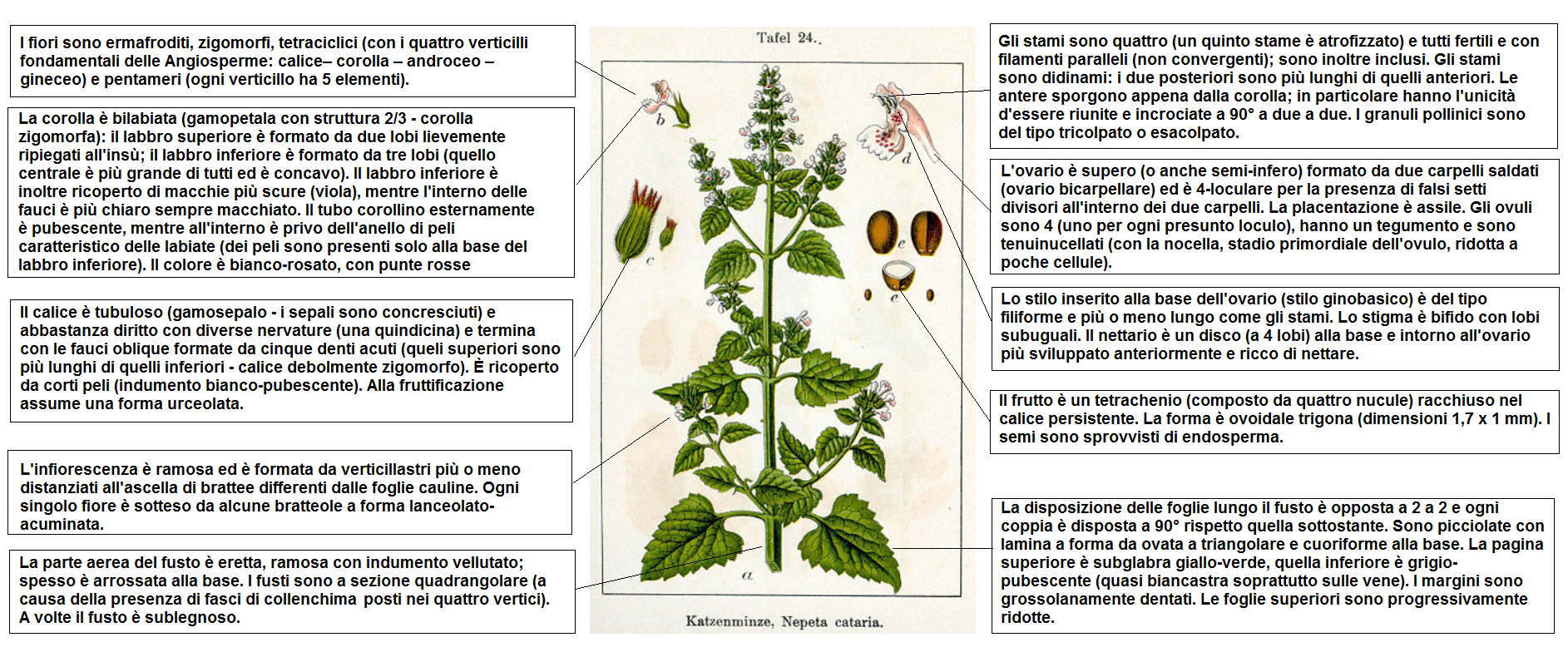
Descrizione delle parti della pianta